# Giulio Zaro
Giulio Zaro (Gallarate, 3 luglio 1915 – Castronno, 4 ottobre 1998) è stato un calciatore italiano, di ruolo portiere.
Noto come Giulio, in realtà si chiamava Trento Trieste.

## Carriera
Cresciuto nella Gallaratese, ha militato in Serie A con la maglia del Genova 1893, raccogliendo 7 presenze nella stagione 1939-1940, esordendovi il 29 ottobre 1939 nella vittoria casalinga dei rossoblu contro la Juventus per 3-2.
Con il Grifone conquistò il quinto posto finale.
Dopo la seconda guerra mondiale torna a giocare con la Gallaratese ed in seguito al Villasanta.